# Yutaka Kaneko
Yutaka Kaneko (jap. 兼子隆 Kaneko Yutaka; ur. 21 kwietnia 1933 w Tokio) – japoński zapaśnik walczący przeważnie w stylu wolnym. Olimpijczyk z Rzymu 1960, gdzie zajął czwarte miejsce w kategorii 73 kg.
Brązowy medalista mistrzostw świata w 1954 i 1961. Mistrz igrzysk azjatyckich w 1954, 1958 i 1962 roku.